# Marathon van Berlijn 2005
De marathon van Berlijn 2005 vond plaats op zondag 25 september 2005 in Berlijn.
Bij de mannen was het een geheel Keniaanse aangelegenheid; de eerste vijf plaatsen werden door Kenianen opgeiëist. Van hen was Philip Manyim de snelste in 2:07.41.
Bij de vrouwen werd er in Berlijn opnieuw sneller gelopen dan ooit en weer was het een Japanse die hiervoor verantwoordelijk was. Mizuki Noguchi finishte in 2:19.12 en dat was meer dan een halve minuut onder het Japanse en parcoursrecord van haar landgenote Yoko Shibui. Het was tevens een Aziatisch record.
In totaal finishten er 30.373 marathonlopers, waarvan 24.501 mannen en 5872 vrouwen.

## Uitslagen

### Mannen
| rang   | naam                  | land | tijd    |
| ------ | --------------------- | ---- | ------- |
| Goud   | Philip Manyim         | KEN  | 2:07.41 |
| Zilver | Peter Kiplagat Chebet | KEN  | 2:08.58 |
| Brons  | Jackson Koech         | KEN  | 2:09.07 |
| 4      | Joshua Chelanga       | KEN  | 2:09.10 |
| 5      | Joseph Ngolepus       | KEN  | 2:10.10 |
| 6      | Shimeles Molla        | ETH  | 2:10.11 |
| 7      | Michael Rotich        | KEN  | 2:10.53 |
| 8      | Andrew Letherby       | AUS  | 2:11.42 |
| 9      | Romulo da Silva       | BRA  | 2:12.03 |
| 10     | Terefe Yae            | ETH  | 2:12.07 |
| 11     | Bong-Ju Lee           | KOR  | 2:12.19 |
| 12     | Shane Nankervis       | AUS  | 2:12.33 |
| 13     | Nephat Kinyanjui      | KEN  | 2:12.48 |
| 14     | Amaha Giday           | ETH  | 2:13.00 |
| 15     | Phillip Sly           | AUS  | 2:16.32 |
| 16     | Toshiya Katayama      | JPN  | 2:16.35 |
| 17     | Christopher Kandie    | KEN  | 2:19.11 |
| 18     | Nigel Leighton        | GBR  | 2:19.20 |
| 19     | Takaoki Mukai         | JPN  | 2:20.08 |
| 20     | Luis Rivera           | PUR  | 2:20.15 |
| 21     | Stanley Leleito       | KEN  | 2:20.16 |
| 22     | Gareth Raven          | GBR  | 2:20.32 |
| 23     | Nicolas Cope          | AUS  | 2:20.58 |
| 24     | Kim Gillard           | AUS  | 2:20.58 |
| 25     | Hermann Achmüller     | ITA  | 2:21.40 |
| 26     | Nick Harrison         | AUS  | 2:21.45 |
| 27     | Roderic de Highden    | AUS  | 2:21.45 |
| 28     | Destao Svenech        | ISR  | 2:22.33 |
| 29     | Driss El Himer        | FRA  | 2:22.50 |
| 30     | Margus Pirksaar       | EST  | 2:22.52 |

### Vrouwen
| rang   | naam                  | land | tijd    |
| ------ | --------------------- | ---- | ------- |
| Goud   | Mizuki Noguchi        | JPN  | 2:19.12 |
| Zilver | Luminita Zaituc       | GER  | 2:27.34 |
| Brons  | Askale Tafa           | ETH  | 2:28.27 |
| 4      | Melanie Kraus         | GER  | 2:34.23 |
| 5      | Workenesh Tola        | ETH  | 2:35.31 |
| 6      | Shona Crombie-Hicks   | GBR  | 2:38.42 |
| 7      | Annemette Aagaard     | DEN  | 2:38.44 |
| 8      | Anna Rahm             | SWE  | 2:39.31 |
| 9      | Eva-Maria Gradwohl    | AUT  | 2:39.51 |
| 10     | Jen Draskau-Petersson | GBR  | 2:42.00 |
| 11     | Gill Keddie           | GBR  | 2:43.42 |
| 12     | Rosalyn Alexander     | GBR  | 2:44.21 |
| 13     | Lisa Wiklund          | SWE  | 2:45.32 |
| 14     | Karen Hazlitt         | GBR  | 2:45.41 |
| 15     | Jo Kelsey             | GBR  | 2:46.45 |
| 16     | Holly May             | GBR  | 2:46.51 |
| 17     | Pernilla Karlsson     | SWE  | 2:47.07 |
| 18     | Paola Ventrella       | ITA  | 2:47.47 |
| 19     | Louise Watson         | GBR  | 2:47.58 |
| 20     | Bianca Meyer          | GER  | 2:48.20 |

1974 ·
1975 ·
1976 ·
1977 ·
1978 ·
1979 ·
1980 ·
1981 ·
1982 ·
1983 ·
1984 ·
1985 ·
1986 ·
1987 ·
1988 ·
1989 ·
1990 ·
1991 ·
1992 ·
1993 ·
1994 ·
1995 ·
1996 ·
1997 ·
1998 ·
1999 ·
2000 ·
2001 ·
2002 ·
2003 ·
2004 ·
2005 ·
2006 ·
2007 ·
2008 ·
2009 ·
2010 ·
2011 ·
2012 ·
2013 ·
2014 ·
2015 ·
2016 ·
2017 ·
2018